# Shoreham-by-Sea

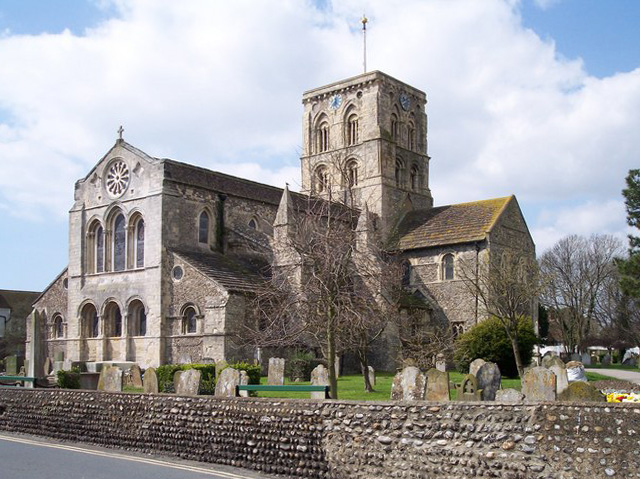

Shoreham-by-Sea – miasto portowe w południowo-wschodniej Anglii, w hrabstwie West Sussex, w dystrykcie Adur, położone nad ujściem rzeki Adur do kanału La Manche. W 2001 roku miasto liczyło 17 537 mieszkańców.